# دونالد ر. غاردنر
دونالد ر. غاردنر هو ضابط فيتنامي، ولد في القرن العشرين.